# Šišan antilský
Šišan antilský (Cassis madagascariensis, Lamarck J. B., 1822) je mořský plž z čeledi Cassidae.
Tento druh se vyskytuje v tropickém západním Atlantiku, Mexickém zálivu a Karibském moři. Druhový název „madagascarensis“ doslovně znamená „Madagaskar“, což vzniklo nepochopením této lokality původním autorem.
Ulita dosahuje velikosti až 400 mm a bývá využívána ve šperkařství při výrobě kamejí.